# Zsombor Kerekes
Zsombor Kerekes (ur. 13 września 1973 w Sencie) – węgierski piłkarz grający na pozycji napastnika. Od 2009 roku reprezentuje barwy amatorskiego klubu Báránd KSE.

## Kariera
Kerekes urodził się w Sencie i był członkiem węgierskiej mniejszości w Serbii. Mimo urodzenia się w Sencie dorastał w pobliskiej Adzie, skąd wywodziła się jego rodzina.
Jako senior zaczął grać dla klubów I ligi Jugosławii, FK Bečej i Spartaka Subotica. Następnie grał w Debreceni VSC. Był również piłkarzem Pécsi Mecsek FC, aż w 2005 roku został piłkarzem Willem II Tilburg. W reprezentacji Węgier zagrał 9 razy, zdobywając dwa gole (przeciwko Estonii i Francji). W grudniu 2009 roku zakończył profesjonalną karierę.

## Występy w reprezentacji
| Lp. | Data                | Rywal                | Typ  | Wynik | Grał         |
| --- | ------------------- | -------------------- | ---- | ----- | ------------ |
| 1.  | 30 listopada 2004   | Słowacja (n)         | tow. | 0:1   | 65–90        |
| 2.  | 2 grudnia 2004      | Estonia (n)          | tow. | 5:0   | 1–90 ( 18')  |
| 3.  | 2 lutego 2005       | Arabia Saudyjska (n) | tow. | 0:0   | 1–45         |
| 4.  | 30 marca 2005       | Bułgaria (d)         | eMŚ  | 1:1   | 1–45         |
| 5.  | 31 maja 2005        | Francja (w)          | tow. | 1:2   | 46–90 ( 78') |
| 6.  | 4 czerwca 2005      | Islandia (w)         | eMŚ  | 3:2   | 1–90         |
| 7.  | 17 sierpnia 2005    | Argentyna (w)        | tow. | 1:2   | 68–90        |
| 8.  | 7 września 2005     | Szwecja (d)          | eMŚ  | 0:1   | 89–90        |
| 9.  | 8 października 2005 | Bułgaria (w)         | eMŚ  | 0:2   | 46–90        |